# Helicia affinis
Helicia affinis är en tvåhjärtbladig växtart som beskrevs av Herman Otto Sleumer. Helicia affinis ingår i släktet Helicia och familjen Proteaceae. Inga underarter finns listade i Catalogue of Life.